# قتل در بانک کشاورزی همدان

نمای بانک محل وقوع حادثه

جنایت بانک کشاورزی همدان در بهمن ۱۳۶۸ در زیر زمین و محل خزانه شعبه مرکزی بانک کشاورزی همدان واقع در میدان آرامگاه رخ داد. در این حادثه رئیس بانک، همسر و دو فرزندش و همچنین نگهبان بانک به قتل رسیدند. با تلاش گسترده مأموران سه سارق که یکی از آن‌ها کارمند اخراجی همان بانک بود دستگیر و به جنایت اعتراف کردند. دادگاه به شکل ویژه برای این پرونده تشکیل و رای بر اساس قوانین جزایی ایران صادر شد و محکومان تنها ۴ روز پس از جنایت اعدام شدند. بنا بر اظهارات دادستان پرونده، این جنایت از نظر عمق فاجعه، سرعت رسیدگی و مجازات از نمونه‌های کم‌نظیر یا بی‌نظیر در تاریخ قضایی ایران تا آن زمان به‌شمار می‌رفت.

## شرح ماجرا
در سحرگاه ۲۲ بهمن ۱۳۶۸ سه نفر به قصد سرقت وارد ساختمان بانک کشاورزی شعبه مرکزی همدان شدند. این افراد پس از ورود ابتدا نگهبان غیرمسلح بانک را با طناب بسته و سپس به پشت در منزل مسکونی رئیس بانک واقع در طبقه دوم قرار می‌روند. جانیان در حوالی ساعت دو نیم شب و با جدا کردن لولاها وارد و با نفیسی و سپس همسر وی که از صدای جدا شدن در بیدار شده‌اند، درگیر می‌شوند. دو کودک رئیس بانک نیز بیدار شده و اسیر سارقان نقاب پوش می‌شوند. جانیان در حالی که با چاقو پهلوی نفیسی را مجروح و با به هم ریختن وسایل خانه کلید خزانه را یافته‌اند، خانواده نفیسی را به زیرزمین و محل خزانه می‌برند. آنجا بعد از دو تا سه ساعت آزار و شکنجه نفیسی شروع به انواع تهدیدات رذیله کرده و در نهایت نفیسی را مجبور به بازکردن قفل رمزی در خزانه می‌کنند. نفیسی از آنها می‌خواهد که اموال شخصی وی را ببرند ولی آنها توجهی نکرده و پس از از اینکه توسط رئیس بانک عبدالرحمان نفیسی شناسایی شدند او را به همراه همسرش، فاطمه طاهریان، و دو فرزندش به نام‌های پیمان ۱۲ ساله و ایمان ۴ ساله، و نگهبان بانک حسین شکری را به طرز فجیعی و با استفاده از سلاح سرد به قتل می‌رسانند. بیتا، فرزند ارشد رئیس بانک در شب حادثه در منزل یکی از بستگان حضور داشت.
دادستان عمومی وقت همدان «احمد بشیریه» در این زمینه گفت:
در سال ۱۳۶۸ بنده دادستان عمومی همدان بودم. قرار من با ضابطان دادگستری آن بود که در ایام تعطیل جرائم معمولی و عادی را به قاضی کشیک (دادیار و بازپرس) برای تعیین تکلیف اعلام نمایند و موارد مهم را که به امنیت جامعه مربوط می‌شد به اینجانب اعلام کنند؛ لذا به محض اعلام جنایت فجیع و کم‌نظیر بانک کشاورزی شخصاً بلافاصله در محل جنایت انجام شده حاضر شدم. با ملاحظه ابعاد جنایت و تعداد مقتولان که به صورت بسیار وحشتناک به قتل رسیده بودند و سرقت پول‌ها و وجوه بانک از گاوصندوق بزرگ آن و دیگر جنبه‌های قضیه، جلسه اضطراری تشکیل دادیم. مقامات مسئول انتظامی، امنیتی و بازپرس کشیک حضور داشتند. همه مسئولان شدیداً متأثر شده بودند. در آنجا متعهد شدیم تا رسیدن به نتیجه و دستگیری عاملان جنایت دست از کوشش برنداریم. استانداری و شخص استاندار وقت هم آمادگی خود را برای کمک‌های جانبی اعلام کرد. یک اکیپ از مأموران زبده و ورزیده هم از تهران اعزام شد. کوشش همه‌جانبه نتیجه داد و با توفیق الهی، جنایتکاران که یکی از آن‌ها به خطه جنوب گریخته بود دستگیر شدند و پول‌های بانک کشف و تحویل بانک داده شد. خشونت و دَدمنشی که در جنایت اعمال شده بود، رعب و وحشت اجتماعی به خصوص در دانش‌آموزان ایجاد نموده بود. همه رسانه‌ها و روزنامه‌ها و جراید به موضوع پرداخته بودند و در رادیوهای خارجی نیز موضوع انعکاس یافت. قوه قضائیه هم لحظه به لحظه در جریان پیشرفت رسیدگی قرار داشت.

## مقتولان حادثه

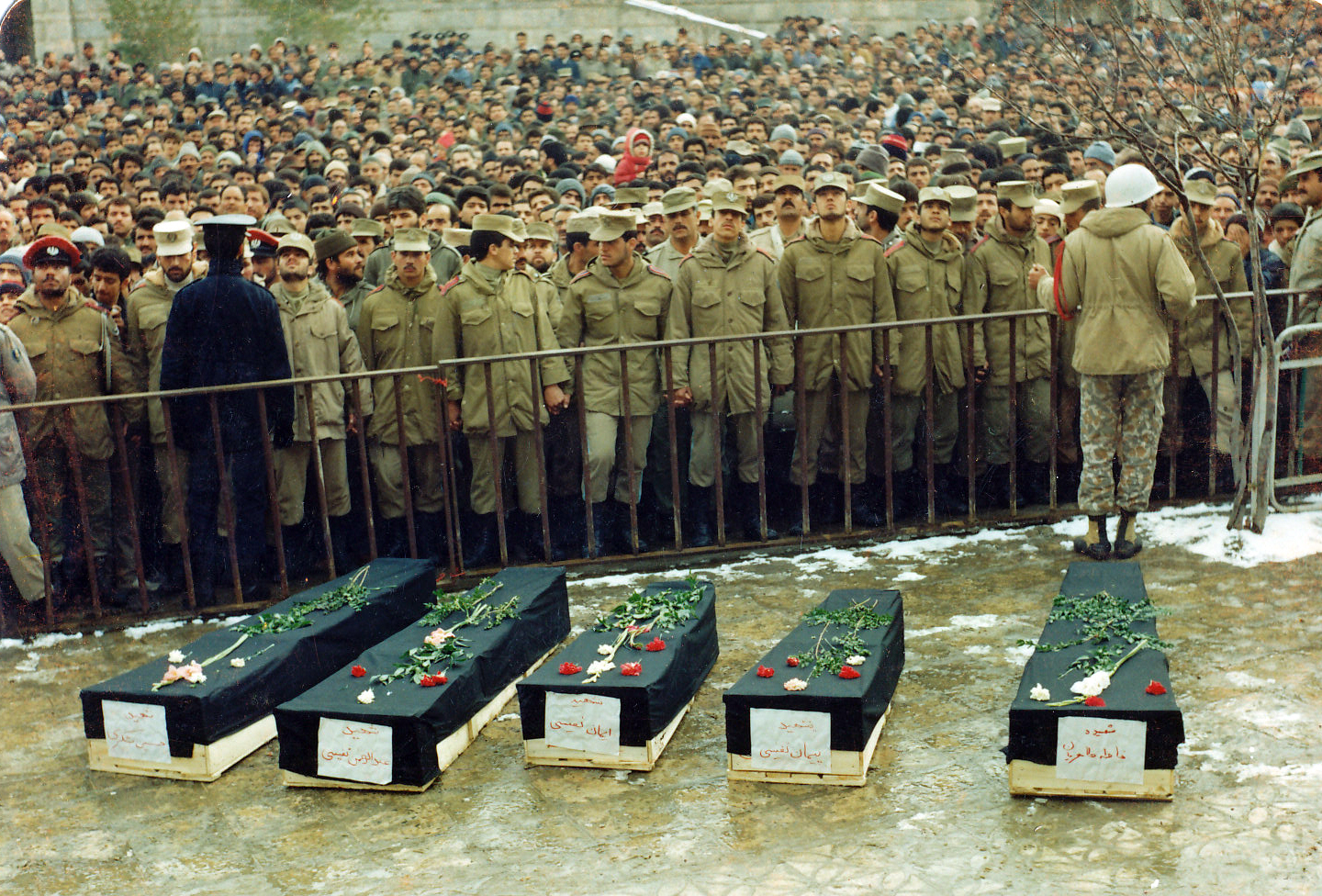
تابوت رئیس بانک، همسر و دو فرزند وی به همراه نگهبان بانک

عبدالرحمان نفیسی در سال ۱۳۵۰ در بانک کشاورزی شعبه دزفول استخدام شد و در سال ۱۳۶۶ به همراه خانوادهٔ خود شامل همسر و سه فرزند به عنوان رئیس شعبه مرکزی بانک کشاورزی به همدان منتقل شد، فاطمه طاهریان، معلم آموزش و پرورش ۳۵ ساله و دو فرزند آنها پیمان، محصل ۱۲ ساله و ایمان ۴ ساله بودند. نگهبان بانک حسین شکری، جانباز جنگ، که یک چشم خود را از دست داده وی ازدواج کرده و یک فرزند داشت.

## مجازات قاتلان
با توجه به بازتاب گسترده این قتل‌های فجیع و با بسیج مأموران آگاهی و همکاری همه نهادهای ذی‌ربط، قاتلان در فاصله چند روز بازداشت شدند و در دادگاه به سرقت و قتل اعتراف کردند. قاضی دادگاه آن‌ها را به علت شرکت در سرقت و قتل به ضربات شلاق و اعدام به عنوان قصاص بنا به درخواست اولیاء دم محکوم کرد. اسامی قاتلان که دو نفرشان برادر بودند و ردیف محاکمه به شرح زیر است:
1. حسین گلزار ۲۷ ساله کارمند اخراجی بانک کشاورزی همدان
2. حسن گلزار ۲۸ ساله کارمند اخراجی شهرداری همدان
3. رضا خانیان ۲۳ ساله کارگر میدان بار

حکم این افراد در روز ۲۶ بهمن در میدان آرامگاه و در نزدیکی محل جنایت اجرا شد. دو نفر اول به گردن زدن با شمشیر و نفر سوم به اعدام با طناب دار محکوم شده بودند. مردم همدان استقبال وسیعی از اعدام جانیان به عمل آوردند

## گرامیداشت‌ها
مصطفی رحماندوست در این باره گفت:
من فکر می‌کنم اگر چنین حادثه‌ای در جای دیگری از دنیا اتفاق افتاده بود، تبدیل به خاطره بزرگی می‌شد که برای همیشه باقی می‌ماند. ما دهقان فداکار در داخل کشور و پتروس را در خارج داریم که افراد مؤثر و بزرگی بودند اما دست از سر آن‌ها برنداشتیم چون حافظه تاریخی اجازه نمی‌دهد که دیگران در این حیطه وارد شوند. وی اظهار داشت: در ماجرای بانک کشاورزی همدان مهم این است که فردی برای انجام وظیفه حاضر شد از جان خود و خانواده اش بگذرد و مقاومت کند، اما وقتی قاتلین اعدام شدند، گویی که ماجرا تمام شده‌است. وی افزود:آنچه بیشتر مرا آزار می‌دهد این است که ما در تاریخ و گذشته‌مان قهرمان‌هایی را داریم که آدم‌های کمی نبودند به ویژه وقتی خودمان را جای آن‌ها قرار می‌دهیم، اما این افراد خیلی زود فراموش می‌شوند، باید دید مثلاً اگر از ساکنان اطراف بانک کشاورزی سؤال کنیم، چند نفر عظمت و ابعاد و اهمیت کار شهید نفیسی را می‌دانند.
عبدالرحمان نفیسی و فاطمه طاهریان توسط بنیاد شهید و امور ایثارگران به عنوان شهید شناخته شدند. کوچه کنار ساختمان بانک کشاورزی واقع در میدان آرامگاه و همچنین خیابان اصلی شهرک اکباتان در تهران به اسم «شهید عبدالرحمن نفیسی» نامگذاری شد. علاوه بر این لوح یادبودی نصب شده روی پایه ای از سنگ گرانیت با شمای گندم، در جلوی ساختمان بانک کشاورزی در میدان آرامگاه همدان نصب گردید. در بهمن ماه ۱۳۸۸ مراسم بزرگداشتی برای شهدای بانک کشاورزی از جمله عبدالرحمن نفیسی در محل ساختمان مرکزی بانک کشاورزی در تهران برگزار شد. با همت بانک کشاورزی پارکی در همدان به نام «عبدالرحمن نفیسی» احداث و مدرسه ای در روستای شمس‌آباد استان همدان به نام ایشان کلنگ زنی شد.